# Aum Sinrikjó
Az Aum Sinrikjó (オウム真理教, Hepburn-átírás: Oumu Shinrikyō), jelenlegi nevén Aleph (アレフ, Arefu) egy japán világvége váró szekta, amit Aszahara Sókó alapított 1984-ben. A csoport tehető felelőssé többek között az 1995-ös tokiói gáztámadásért, valamint egy azelőtti évben történt másik szarinnal történő vegyi támadásért.
Első évében még 20 tagja volt a szektának, 1992-re már 20 ezret számlált a csoport.
A csoport, ami 2007-ben két részre, az Aleph-re és a Hikari no Va-ra (光の輪, szó szerint „A Világosság Köre”) szakadt, hivatalosan terrorszervezetnek lett nyilvánítva több ország által. A japán közbiztonságért felelős hivatal mindkét ágat „veszélyes vallási gyülekezetként” nevezte meg, majd 2015-ben elrendelte a megfigyelésüket három évre. A Hikari no Va 2017 óta nem áll megfigyelés alatt, viszont az Aleph-et továbbra is szemmel tartja a kormány.
2018-ban Japánban kivégezték Aszaharát, az alapítót.

## Hittételek
Az Aum Sinrikjó/Aleph egy szinkretikus vallási nézeten alapul, amelyben Aszahara egyedi módon kombinálta a korai indiai buddhizmust, a tibeti buddhizmust, és a hinduizmust, amely nyomán Siva lett az irányzat bálványa. Ezek továbbá egybe vannak vetve olyan millenarista tanokkal, mint A jelenések könyve, a jóga, valamint Nostradamus tanai. Aszahara, eredeti nevén Macumoto Csizuo elmondása szerint az „eredeti buddhizmust” akarta visszaállítani ezek kombinációjával.
1992-ben Aszahara publikált egy alapítókönyvet, melyben magát „Krisztusnak”, Japán egyetlen megvilágosodott mesterének, valamint „Isten bárányának” nevezte. Azt tűzte ki küldetésének, hogy magára vegye a világ bűneit, valamint állította, hogy spirituális energiát tud átadni követőinek, akiket végül megszabadít rossz akarataiktól. Bár sokan elvetik az Aum Sinrikjó kapcsolódását a buddhizmushoz és annak vonásaihoz, tudósok gyakran a japán buddhizmus egyfajta nyúlványaként kezelik az irányzatot: a csoport ekként is hirdette magát.
Aszahara megjövendölte a világvégét, aminek oka egy USA által indított harmadik világháború lett volna. Az emberiség elpusztult volna, leszámítva a kis elitet, akik csatlakoztak az Aum-huz. A csoport egyaránt küldetésének tartotta a megváltás próféciájának hirdetését, és a világvégének a túlélését. Aszahara tanításaiban gyakran vonatkozott az USA-ra úgy mint A jelenések könyvében szereplő „Szörnyetegre”, ami előbb-utóbb megtámadná Japánt. Arthur Goldwag, egy titkos társaságokról és összeesküvésekről szóló könyv írója szerint az Aum alapítója „minden mögött sötét összeesküvéseket látott, aminek hátterében a zsidók, a szabadkőművesek, a hollandok, a brit királyi család, vagy a rivális japán vallási szervezetek álltak.” Aszahara számításai szerint az Armageddon 1997-ben érkezett volna el.
Daniel A. Metraux szerint az Aum Sinrikjó erőszakos megmozdulásait a buddhizmus, főként a buddhizmus három kora tanításainak sajátos értelmezésével igazolta. Továbbá Lifton szerint Aszahara a tibeti buddhizmusból a phowa, azaz „az eszméletvesztés nélküli halál” gyakorlatát olyan formában vitte át az Aum rendszerébe, hogy a célpontjaikon kívül eső emberek megölésével megelőzik azt, hogy a rossz karma elérkezzen rájuk, ezáltal megmentve őket.
Az Aum Sinrikjó angol kontextusban gyakran szerepel Aum Supreme Truth, azaz „Aum Legfelsőbb Igazság” néven. A szervezet eredeti neve a szanszkrit aum szótagból – ami az univerzumot jelenti –, és a japán sinrikjó (kandzsival írva szó szerint „az igazság tanítását” jelenti) szóból áll.

## Története
A mozgalom 1984-ben Aszahara Sókó egyszobás sibujai lakásán indult egy jóga és meditációs csoportként, ami az Ómu Sinszen no Kai (オウム神仙の会, „Aum Istenek és Remeték Csoportja”) nevet vette fel, majd egyre növekedett. 1989-re hivatalosan vallási szervezet lett és jelentős tömeget vonzott Japán elit egyetemeiről, így megkapva az „elit vallása” elnevezést. Mindazonáltal az egyszerű embereken keresztül a hivatalok, sőt még a rendőrkapitányságok dolgozóin keresztül, egészen a hadseregig számos tagot szerzett az Aum. Aszahara ezeket a tagságokat később arra használta fel, hogy kiszimatolja mennyit tudnak a szektáról a hatóságok.

### Tevékenység
Bár az Aum Sinrikjó mivoltja megosztó volt a japán társadalomban, komoly bűncselekményekkel még nem hozták szóba azt. Ekkor kezdett Aszahara igazán érdeklődni a bibliai próféciák iránt – az Aum társadalomban való jelenlétébe tartozott a rajzfilmek és képregények publikálása, amivel doktrínáját összeköthette anime és manga elemekkel (űrutazás, pusztító fegyverek, a végső igazság utáni kalandszerű keresés). A misszionárius-szerű képhez hozzáadott az, hogy a szervezet több magazint is forgalmazott, többek közt a Vajrayana Sacca And Enjoy Happiness nevezetűt. Több rajzfilmet is gyártottak az oktatáshoz és toborzáshoz, illetve az eljövendő apokalipszisről is. Ezek Aum Sinrikjó alakját idealizálták, egyfajta messiási képet adtak róla. Aszahara ezeken az alkotásokon is meglehetősen hasonlít a keresztény Krisztusi ábrázolásokra.
A szervezetet hirdető és toborzó projektek közé tartozott az úgynevezett „Aum Megváltás-terv”, aminek ígéreteibe tartozott a fizikális betegségek immunrendszer-erősítéssel történő gyógyítása, az életcél megtalálása intelligencia-növeléssel és pozitív gondolkodás erősítésével, valamint a fontos dolgokra való koncentrálás a kényelem ellenében. Ezeket az eredeti páli szútrákból átvett „háromszintű megváltás” tanának gyakorlásával elérhetőnek titulálták. A gyakorlatok mivoltja azonban külső szemlélők elől titokban volt; a beavatási szertartások során gyakran alkalmaztak LSD-t és egyéb hallucinogéneket, valamint a fejjel lefelé lógatástól kezdve a sokkterápiáig alkalmazott önsanyargató gyakorlatokra szimplán „jógaként” hivatkoztak. A szekta „gyakorlataihoz” tartozott még a több napos földalatti tartózkodás, rideg körülmények között, amelynek szintén voltak komoly pszichikai és fizikai megterhelései a résztvevők számára. Mindezek viszont afféle testedzésként kívántak szolgálni egy atomháborúra. Az Aum ugyanis meg volt győződve arról, hogy eljő majd egy újabb pusztító háború az Egyesült Államok és Japán között, amelynek révén az eddigi világ megsemmisül és az Aum igazsága veszi át a hatalmat a világban.
Az Aum üzleti tevékenységet folytatott külföldön, főként Oroszországban. Még a moszkvai kormánnyal is folytatott tárgyalásokat Shoko. Később kiderült, hogy a szekta orosz fegyvereket (így Kalasnyikov-gépkarabélyokat) és katonai eszközöket akart Vlagyivosztokon át Japánba hozni.

### 1995 előtti események
A szekta először az 1980-as évek végén keltett visszatetszést a közéletben a jelentkezők becsapásával, pénzadományok kierőszakolásával és a csoportot elhagyni vágyók akaratuk ellenére való fogva tartásával. Utóbbi végül egy kilépni próbáló szektatag meggyilkolásához vezetett 1989 februárjában.
1989 októberében az Aum összetűzésbe került egy Szakamoto Cucumi nevű szekta-ellenes ügyvéddel, aki csődöt jelentő perrel fenyegette meg a csoportot. Később készült Szakamotóval egy interjú a TBS csatorna által, amit a csoportnak később leadtak az ügyvéd beleegyezése nélkül, ezzel megszegve a forrásvédelmet. Novemberben Szakamotónak feleségével és gyermekével együtt nyoma veszett jokohamai otthonából. A rendőrség akkor nem tudta megoldani az ügyet annak ellenére, hogy az ügyvéd munkatársai hangot adtak a szekta iránti gyanúiknak: az 1995-ös tokiói támadás után találták meg a család holttesteit, amiket a csoporttagok rejtettek el.
A kultuszról tudható, hogy többször is megfontolta a rá veszélyt jelentő egyének meggyilkolását: lehetséges célpontok voltak többek között a Szóka Gakkai és a Happy Science buddhista szekták fejei, valamint Kobajasi Josinori karikaturista és Dave Specter TV kommentátor, miután szatirikus keretek közé tették a csoportot. Utóbbi kettő ellen egy sikertelen gyilkossági kísérlet is történt 1993-ban.
1993 után a kultusz belekezdett vegyifegyverek gyártásába. Vagy kilenc alkalommal próbáltak merényletet elkövetni anthrax baktériumokkal, később belefogtak az idegbénító hatású szarin, majd VX-gáz előállításába, előbbit a nyugat-ausztrál Banjawarn Station pásztortelepen bárányokon tesztelve. A munkálatokra az Aum több mint 30 millió dollárnyi összeget fordított, ami jelzi szándékaik komolyságát.
Mindkét idegmérget felhasználták gyilkosságra és annak kísérletére 1994 és 1995 között: 1994. decemberétől 1995. januárjáig három ember ellen követtek el VX-szel való támadást, amiből egy, az első dokumentált VX-gázzal történt gyilkosság következett be. Az Ausztráliában előállított mérgező anyagokat szakénak álcázva üvegekben csempészték be Japán területére.
1994. június 27-én a csoport civilek elleni, szarinnal történő vegyi fegyver-támadást hajtott végre a Nagano prefektúrai Macumoto városban. A szarinfelhő egy Aum-ot érintő ingatlan-ügyben döntő bírók lakóhelyei mellett lett kieresztve, ami végül 8 halálos áldozatot és több, mint 500 sérültet eredményezett. A rendőrség egy ártatlan helyi lakosra fókuszált, így az Aum Sinrikjó egészen az 1995-ös tokiói incidensig sértetlen maradt a Macumoto-incidenssel kapcsolatban.
1995 februárjában több szektatag elrabolta a 69 éves Karija Kijosit, egy kilépett és elmenekült tag bátyját, és a Fudzsi hegy melletti Kamikuisiki nevű faluba vitték, ahol később megölték. Mielőtt elrabolták, Karija többször kapott hívásokat a csoporttól, amikben a húga tartózkodási helyéről kérdezték. Ezért hagyott hátra otthonában egy üzenetet: "Ha eltűnök, az Aum Sinrikjó rabolt el".
A rendőrség többször próbált 1995 márciusában a csoporton rajtaütni. Az ügyészek szerint a sikertelen sorozat annak köszönhető, hogy Aszahara mindig fülest kapott a támadásokról, figyelembe véve, hogy a hatóság soraiban is akadt Aum követők, valamint a tokiói támadást a rendőrség figyelmének elterelése érdekében rendezte meg. A másik ok, a hatóságok tétovázása, mivel az Aumnak akadtak kapcsolatai a politikai életben és a legfelsőbb tudományos körökben.

### Tokiói gáztámadás és az azzal kapcsolatos események
1995. március 20-án reggel öt Tokióba tartó metrószerelvényen összehangoltan szarint engedtek ki zacskókból, megölve 13, komolyan megsebesítve 54 és érintve további 980 utast. Néhány becslés több, mint 6000 főre teszi a sebesültek számát; pontos adat nem igazán állapítható meg, mivel az érintettek egy része nem szívesen tesz vallomást. Ha igazak is a sejtések, miszerint a támadás Aszahara által csak a rendőrség figyelmének elterelésére történt, a helyzet visszájára fordult: a rendőrség sorozatos rajtaütést rendelt el és hajtott végre Japán-szerte a kultuszközpontnak sejtett helyeken.
A támadás célja a világvégének a „felgyorsítása” lett volna a szekta részéről. A támadást az amerikaiakra fogták volna, így robbantva ki a várva-várt japán-amerikai háborút, amely lehetővé tenni az Aum világuralmát.
A következő héten először sikerült felfedni az Aum teljes tevékenységét. A kultusz kamikuisiki-i központjából robbanószerkezetek, 4 millió ember megölésére elég vegyi fegyver, egy Mil Mi-17 katonai helikopter (amellyel vegyi fegyveres támadásokat szándékoztak végrehajtani) és egy több millió amerikai dollárnyi pénzt és aranyat tartalmazó széf került elő. A rendőrség továbbá laborokat is talált, amikben LSD-t, metamfetamint és kőolajtartalmú igazságszérumot állított a csoport elő, valamint fogva tartott embereket is sikerült kiszabadítani. Az ezutáni hat hétben több, mint 150 szektatagot letartóztattak több bűncselekményért. A média hónapokon keresztül ostromolta az Aum aojamai Tokió-központját, hogy figyelemmel követhessék a csoport további lépéseit.
1995. április 23-án Murai Hideo, az Aum Tudományos Minisztériumának vezetője a kamerák előtt lett megkéselve egy koreai nemzetiségű Jamagucsi-gumi-tag által; a motiváció ismeretlen.
Május 5-én egy égő papírzacskót fedeztek fel Tokió Sindzsuku pályaudvarának egyik mosdójában, amiről vizsgálatok kimutatták, hogy egy olyan hidrogén-cianid készüléket tartalmazott, amit ha nem fedeztek volna fel időben, a szellőztetőbe kerülve 10000 utast ölt volna meg. Június 4-én további érintetlen hidrogén-cianid szerkezetet találtak Tokió több állomásán.
Aszahara Sókót végül május 16-án találták meg egyik kultusz-épületének falában megbújva. Ugyanezen a napon a csoport egy levélbombát küldött Aosima Jukio tokiói polgármesternek, ami súlyosan megsebesítette titkárját. Aszaharát végül 23 gyilkossággal és 16 további bűncselekménnyel vádolták meg, majd halálbüntetést róttak ki rá és számos további meghatározó szektatagra.

### 1995 után
1995. június 21-én Aszahara bevallotta, hogy ő rendelte el Kocsida Ótaró, az Aum kórház egyik gyógyszerészének megölését. A megszökni próbáló tagot megfojtotta egy másik, aki szintén beismerő vallomást tett, majd azt állította, hogy ha nem ölte volna meg Kocsidát, őt végezték volna ki.
1995. október 10-én az Aum Sinrikjó meg lett fosztva „törvényes vallási csoport státuszától”, majd 1996 elején hivatalosan csődbe ment, viszont a vallásszabadság jogában továbbra is üzemel egysikeres komputer-vállalatból és további adományokból, szigorú megfigyelés alatt. A csoport végleges megszüntetését az 1952-es bomlasztó tevékenység megelőzésére vonatkozó törvény kapcsán 1997-ben visszautasította a közbiztonságért felelős hivatal.
Aszahara letartóztatása és elítélése után az Aum Sinrikjó változásokon ment keresztül. A csoport 2000-ben Aleph néven újraegyesült, élén Dzsójú Fumihiro-val, aki egy volt azon kevés vezető tag közül, aki nem kapott Aszahara mellett komoly büntetést. A doktrínából a Vadzsrajána buddhista és a bibliai visszatetszést keltő vallásos szövegek el lettek távolítva. A csoport bocsánatot kért a szarintámadás áldozatainak rokonaitól és kompenzálták őket. Provokatív publikációkat és tevékenységeket nem hajtanak végre. Ishii Kóki, aki 1999-ben létrehozott egy Aum-ellenes bizottságot az országgyűlésben, 2002-ben gyilkosság áldozata lett.
2018-ra 13 halálraítélt Aum-tag áll még őrizetben, köztük Aszahara. Őket ebben az évben kötél általi halállal végezték ki.

## Jelenlegi tevékenység
Egy 2005-ös júniusi rendőri riport szerint az Aleph-nek 1650 tagja volt, amiből 650 kommunában élt. A csoport 26 létesítményt üzemeltetett 17 prefektúrában, valamint 120 lakóhelyet. Egy 2002. szeptember 11-i felmérés alapján a japánok nagy része még mindig bizalmatlan a csoporttal szemben; létesítményei környékén sok tiltakozó tábla lelhető fel. Jobboldali csoportok gyakran szerveznek tüntetéseket Aum-követők lakhelyeihez közel, aminek keretei közt autókra szerelt hangszórókból játszanak zenét.

### Megfigyelés
A 2000 januárjában életbe lépett Aum-ellenes törvény értelmében a csoportnak rendszeresen be kellett nyújtani tag- és vagyonlistákat a felsőbb vezetésnek. 2003-ban a közbiztonságért felelős hírszerző ügynökség engedélyt kapott a törvény még három évre való meghosszabbítására, mivel bizonyítékot találtak arra, hogy a csoport még mindig tiszteli Aszaharát.
2006 januárjában történt még egy három éves törvényhosszabbítás, majd ugyanebben az évben Aszahara utolsó fellebbezése a halálbüntetés ellen is el lett utasítva. A következő nap a rendőrség megszállta az Aleph-létesítményeket abból a célból, hogy „megelőzzenek bármi illegális tevékenységet a szektatagokból Aszahara halálbüntetésének megerősítését tudván”.

### Kettészakadás
2007. március 8-án Dzsójú Fumihiro hivatalosan kihirdette az Aum kettéválását. Dzsójú csoportja, a Hikari no Va kitűzött célja a tudomány és a vallás egyesítése és „az emberi elme új tudományának a létrehozása”, ezzel elkülönítve a csoportot bűnös elődjétől és visszavezetve a spirituális gyökereihez.
2011 áprilisában a közbiztonságért felelős hírszerző ügynökség adatai szerint az Aumnak 1500 tagja volt. A csoport megfigyelések alapján aktívan toboroz új tagokat a közösségi médián és az egyetemeken.
A közbiztonságért felelős hivatal 2015 januárjában bejelentette, hogy mindkét csoport még három évig megfigyelés alatt fog állni.

## Az Aum Sinrikjó által elkövetett bűncselekmények kronológiája[26]
- 1989. február: Tagucsi Szucsi meggyilkolása, aki el akarta hagyni a szektát.
- 1989. november 4.: Szakamoto Cucumi és családja meggyilkolása otthonukban.
- 1993. június 6.: egy ismeretlen személyazonosságú 25 éves Aum-tag belehal a kínzásba a Fudzsinál levő központban, amiért ki akart lépni a csoportból. A testét a tagok elégették.
- 1993. június 28. és július 2.: az Aum két alkalommal tesz kísérletet lépfene-baktériummal történő terrortámadásra Tokióban.
- 1994. január 30.: Ocsida Kotaro meggyilkolása, aki segített elszökni az egyik tagnak.
- 1994. március: a szekta egy Kobajasi városában élő vendéglőtulajdonost és családját drogokkal elkábít, majd olyan papírok aláírására készteti, amivel kiforgatja őket a teljes vagyonukból.
- 1994. május-november: gyilkossági kísérletek Takimoto Taró ellen.
- 1994. június 27.: A macumotói gáztámadás.
- 1994. július: Tomida Tosió meggyilkolása, akit az Aum árulójának tartottak.
- 1994. szeptember 20.: gyilkossági kísérlet Egava Sokó Hosgen újságíró ellen, aki Szakamoto és családja eltűnésében nyomozott.
- 1994. december 2.: gyilkossági kísérlet Micuno Noboru ellen VX idegméreggel, amiért segített egy családnak elmenekülni az Aumtól.
- 1994. december 12.: a kémkedéssel gyanúsított Hamagucsi Tahadito meggyilkolása VX idegméreggel Oszakában.
- 1995. január 4.: gyilkossági kísérlet Nagaoka Hirojuki áldozatsegítő ellen VX idegméreggel.
- 1995. február 28.: Karija Kijosi közjegyző meggyilkolása, amiért nővére elhagyta a szektát.
- 1995. március 19.: bombamerénylet Hiromi Simada vallási tudós ellen.
- 1995. március 20.: a tokiói gáztámadás.

## A legsúlyosabban büntetett szektatagok

### Halálra ítéltek
- Aszahara Sókó, a csoport alapítója és vezetője
- Inoue Josihiro, Aszahara után a második legtekintélyesebb vezető, a tokiói merénylet koordinátora
- Endo Szeiicsi, részt vett a tokiói merényletben és több más gyilkosságban, többek között ő felelt a vegyi és biológiai fegyverek kifejlesztéséért, amelyhez orvosi és biológusi végzettségét használta fel
- Cucsija Maszami, a szekta egészségügyi minisztériumának tagja, feladata volt a szarin és VX kifejlesztése, továbbá PCP és LSD hallucinogének előállítása
- Nakagava Tomomasza, az Aum tisztviselője, a Szakamoto-gyilkosság egyik kulcsfigurája
- Niimi Tomomicu, az Aum belügyminisztere
- Hajakava Kijohide, az Aum építésügyi minisztere, a hírszerzőszolgálat feje, az Ausztráliában folyó vegyi fegyverkísérletek irányítója
- Okazaki Kazuaki, az Aum könyvkereskedője, a Szakamoto-gyilkosság egyik résztvevője
- Tojoda Toru, az Aum ügyvivője és technológiai illetve tudományügyi minisztere
- Hacumoto Szatoru, az Aum belügyminisztériumának tagja, a Szakamoto-gyilkosság résztvevője
- Hajasi Jaszuo, az Aum tudomány- és technológiaügyi államtitkára
- Hirose Kenicsi, előbb a védelmi egységek vezetője majd tudomány- és technológiaügyi államtitkár
- Jokojama Maszato, tudomány- és technológiaügyi államtitkár

### Életfogytiglani szabadságvesztésre ítéltek
- Kitamura Koicsi, a tokiói merénylet közvetlen elkövetője
- Takahasi Kacuja, részt vett több merényletben, gyilkosságban és gyilkossági kísérletben
- Tonoszaki Kijotaka, az Aum építésügyi minisztériumában helyettes miniszter
- Nakamura Noboru, miniszterhelyettes az Aum belügyminisztériumában, számos kínzásért volt felelől a szektán belül
- Hajasi Ikuo, betegellátásügyi miniszter, a tokiói merénylet egyik végrehajtója
- Szigumoto Sigeru, belügyminisztériumi helyettes, felelős erőszakos támadásokért és a tokiói merénylet közvetett végrehajtója
- Aojama Yosinobu, az Aum igazságügyi minisztere, jogi főtanácsosa, szakmáját tekintve ügyvéd (kapcsolatait felhasználva informálta a hatóságok lépéseiről a szektát)